# 吳家樂
吳家樂（英語：Carlo Ng Ka Lok，1972年2月24日—），香港男主持及演員，是個左撇子，曾為無綫電視經理人合約藝員，主要擔任翡翠台訪談、資訊及旅遊節目的主持，2016年開始主力參演劇集。

## 背景
吳家樂有二姊一妹，一家曾居於黃埔。他自小到中學時期在何文田愛民邨流連，早年就讀天主教普愛學校、一所位於九龍城區的中學（中一至中三）以及樂道中學（中四至中五）。他在樂道中學中五畢業（1989年第25屆中五，何文田舊校）。後於1989年到加拿大留學，就讀 Langstaff Secondary School，並在當地大學主修會計及美術，畢業回港後加入無綫電視音響部門，曾為「週末你想點」等音樂節目擔任收音師，後被導演發掘參與黎瑞恩「陽光路上」的MV拍攝，正式轉職幕前，就讀1994年第7期藝員進修班。他早期演出綜藝節目《歡樂今宵》，亦曾擔任過音樂節目主持，其後則常見於旅遊和資訊節目，以及多部電視劇集。另外，他也曾獲陳達志（人稱「Ba叔」）簽約為其經理人，且曾擔任新城電台節目主持。2000年，他與沈殿霞和洪天明奪得《2000年度萬千星輝賀台慶》「本年度我最喜愛的拍檔（非戲劇組）」。
2016年，吳家樂在無綫劇集《城寨英雄》裡飾演城寨三氏惡霸之一「馮春美（春美哥）」，劇中角色為娘娘腔、城府極深、陰險毒辣、唯利是圖卻武功高強的大反派，亮眼表現使其備受注目。同年，他首度獲提名《TVB 馬來西亞星光薈萃頒獎典禮2016》「最喜愛TVB男配角」、《萬千星輝頒獎典禮2016》「最佳男配角」，以及奪得《萬千星輝頒獎典禮2016》「專業演員大獎」。
2023年11月，吳家樂於社交媒體上宣佈離開無綫電視，結束雙方30年的賓主關係。

## 感情生活
吳家樂曾與模特兒 Sandra 拍拖，其後分手。2005年初與其士集團主席周亦卿女兒周蕙蕙秘密相戀，直至2006年1月，二人在香港婚姻登記處排期註冊結婚時，戀情才正式曝光。
2006年3月19日，與周蕙蕙正式結婚，並於金鐘港島香格里拉酒店舉行婚禮及筵開12席，宴請雙方親友。由梁思浩擔任伴郎及司儀，周蕙蕙的妹妹則擔任伴娘。二人現時育有三名子女：長女及雙胞胎兒子。

## 家庭
吳家樂父親吳誠傑為商人，在東莞經營了一間名為「誠傑貿易行」的公司。而其胞姊吳家鳳（Peggy）是前無綫電視職員，姐夫則為無綫電視音樂節目部總監何麗全。

## 演出作品

### 電視劇（無綫電視）
| 首播         | 劇名               | 角色                   |
| 1994年       | 阿Sir早晨          | 鄭家碩                 |
| 1995年       | 邊緣故事           | 阿 海                  |
| 1995年       | 神鵰俠侶           | 郭破虜                 |
| 1995年       | 總有出頭天         | 徐國浩                 |
| 1996年       | 飛越校園           | 黃金生                 |
| 1996年       | 900重案追兇        | 蔣 風                  |
| 1996年       | 五個醒覺的少年     | 馬森美（Sammy）        |
| 1997年       | 香港人在廣州       | 余穎錫                 |
| 1999年       | 鑑證實錄II         | 尹學昇（Andrew）       |
| 2000年       | 大囍之家           | 李頌言                 |
| 2000年       | 緣份無邊界         | 夏念祖                 |
| 2001年       | 廉政追擊           | 阿 占                  |
| 2002年       | 情事緝私檔案       | 歐陽黎明               |
| 2002年       | 流金歲月           | 楊光亮（Sunny）        |
| 2003年       | 當四葉草碰上劍尖時 | 學 生                  |
| 2004年       | 血薦軒轅           | 司馬逍遙               |
| 2005年       | 心花放             | 朱力其（Nicky）        |
| 2005年       | 御用閒人           | 周日清                 |
| 2005年       | 奇幻潮之植物人     | David Lam              |
| 2005年       | Yummy Yummy        | 美食競賽主持人         |
| 2005年       | 窈窕熟女           | 渠 王                  |
| 2006年       | 樓住有情人         | 陳浩龍                 |
| 2007年       | 迎妻接福           | 白 鳳                  |
| 2007年       | 通天幹探           | 蝦 餃                  |
| 2009年       | 老婆大人II         | 何四喜                 |
| 2009年       | 巴不得爸爸...      | 成拾義                 |
| 2011年       | 洪武三十二         | 黃子澄                 |
| 2012至2015年 | 愛·回家 (第一輯)   | 梁彥芬（涼粉）         |
| 2015年       | 實習天使           | 紀大民                 |
| 2016年       | 鐵馬戰車           | 薄子鵬                 |
| 2016年       | 愛·回家 (第二輯)   | 梁彥芬                 |
| 2016年       | 城寨英雄           | 馮春美（春美哥）       |
| 2017年       | 味想天開           | 皇 上                  |
| 2017年       | 賭城群英會         | 屠大寶                 |
| 2017年       | 同盟               | 范柏森（Sunny）        |
| 2017年       | 誇世代             | 徐國彬                 |
| 2017年       | 溏心風暴3          | 盧迅浩（Signal）       |
| 2018年       | 果欄中的江湖大嫂   | 姚念經（Donald）       |
| 2018年       | BB來了             | 蔡長青                 |
| 2018年       | 是咁的，法官閣下   | 饒力宏父親（年青）     |
| 2019年       | 包青天再起風雲     | 杜 江／杜 海           |
| 2019年       | 解決師             | 葉思明                 |
| 2020至2021年 | 愛·回家之開心速遞  | 金家樂                 |
| 2020年       | 法證先鋒IV         | 盧孝達                 |
| 2020年       | 機場特警           | 江錦榮（江 Sir、阿緊） |
| 2021年       | 失憶24小時         | 馬學勤                 |
| 2021年       | 逆天奇案           | 胡伯君（Stanley）      |
| 2021年       | 欺詐劇團           | 傅 強                  |
| 2021年       | 七公主             | 劉得勝                 |
| 2022年       | 鐵拳英雄           | 路向東（路師傅）       |
| 2022年       | 金宵大廈2          | 馮春美                 |
| 2022年       | 廉政行動2022       | 陳耀榮                 |
| 2022年       | 童時愛上你         | 鄧川石（Rock）         |
| 2022年       | 美麗戰場           | 周創發                 |
| 2022年       | 超能使者           | 游國棟                 |
| 2023年       | 隱形戰隊           | 辛曉明                 |
| 2025年       | 奪命提示           | 商 東                  |

### 主持節目（無綫電視）
| 首播          | 節目名                 | 備註 |
| 1992年        | TVB兒童節              | |
| 199？年       | 週末任你點             | |
| 1994 - 1995年 | 愛情公開學院           | 與孫耀威、王賢誌、劉倩怡及張玉珊一同主持                                                                              |
| 1995年        | 美妙新旅程 印度特輯    | 與周海媚、馬浚偉及張沅薇一同主持                                                                                      |
| 1995年        | 最緊要健康             | |
| 1996年        | 康泰玩玩玩，反斗遊樂場 | 與黎瑞恩及羅敏莊一同主持                                                                                              |
| 1997 - 1998年 | 歡樂今宵               | |
| 1997 - 1999年 | K-100                  | |
| 1998年        | 公益金開心大賞頭       | 與沈殿霞及林曉峰一同主持                                                                                              |
| 1999年        | 公益金屋開心Show       | 與沈殿霞及洪天明一同主持                                                                                              |
| 2000年        | 公益開心百萬Show       | 與沈殿霞及洪天明一同主持                                                                                              |
| 2001年        | 公益開心大富翁         | 與沈殿霞及洪天明一同主持                                                                                              |
| 2003年        | 香港賀歲煙花匯演       | 四洲喜洋洋煙花大匯演                                                                                                  |
| 2004年        | 香港國慶煙花匯演       | 香港中華總商會特約：國慶55周年煙花匯演                                                                                |
| 2005年        | 娛樂直播               | |
| 2006年        | 15/16                  | 星級加強版（第19 - 24集）；與沈殿霞一同主持                                                                           |
| 2007年        | 咁樣認第一             | |
| 2007年        | 新春豬事町             | |
| 2009 - 2020年 | 今日VIP                | 與陳芷菁、李浩林、陳永業及梁嘉琪一同主持                                                                              |
| 2009年        | 霎時感動               | |
| 2009年        | 香港賀歲煙花匯演       | 香港廣東各級政協委員聯誼會呈獻：金牛賀歲煙花匯演                                                                      |
| 2010年        | 虎虎生威賀新歲         | 與汪明荃及曾華倩一同主持                                                                                              |
| 2010年        | 健康奇案錄             | 與林保怡、高海寧及郭田葰一同主持                                                                                      |
| 2011年        | 富貴金兔賀新春         | 與汪明荃及梅小惠一同主持                                                                                              |
| 2012年        | 龍福齊天慶新春         | 與汪明荃、曾華倩及呂慧儀一同主持                                                                                      |
| 2013年        | 靈蛇喜舞賀新禧         | 與汪明荃、曾華倩、鄧梓峰及呂慧儀一同主持                                                                              |
| 2013年        | 玩轉世界盃             | 與何傲兒、李思雅、張秀文、陳國峰及黎國輝一同主持                                                                      |
| 2014年        | 學是學非               | 第2集嘉賓主持 |
| 2015年        | 羊羊得意過新年         | 與汪明荃、呂慧儀、陸浩明及黎芷珊一同主持                                                                              |
| 2016年        | 靈猴獻瑞賀新禧         | 與汪明荃、呂慧儀、陳貝兒、陸浩明及鄧梓峰一同主持                                                                      |
| 2016年        | 夢想車華               | 與黃子雄及苟芸慧一同主持                                                                                              |
| 2016年        | 我愛香港               | 與曾志偉、林曉峰、錢嘉樂、江欣燕、洪天明、 阮兆祥、金 剛、農夫、楊詩敏、泰臣、 麥美恩、何雁詩、黃心穎及張惠雅一同主持 |
| 2017年        | 1+1的幸福              | 與汪明荃及胡蓓蔚一同主持                                                                                              |
| 2017年        | 慈善星輝仁濟夜         | 與丁子朗、張寶兒、汪明荃及鄧梓峰一同主持                                                                              |
| 2017年        | 開心行善樂「榕榕」     | 與江美儀及陳浚霆一同主持                                                                                              |
| 2017年        | 雞年唱旺報新春         | 與汪明荃、鄧梓峰、陳貝兒、崔建邦、馮盈盈、丁子朗及朱智賢一同主持                                                      |
| 2017年        | 香港遊樂團             | 與滕麗名、梁嘉琪、江欣燕、陳浚霆及胡諾言一同主持                                                                      |
| 2017年        | 我愛EYT                | 與曾志偉、鄧梓峰、汪明荃及張美妮一同主持                                                                              |
| 2018年        | 關愛敬老滿榕光         | |
| 2018年        | 意外現場               | 與鄧智堅、黃耀英、邵佩詩及江欣燕一同主持                                                                              |
| 2019年        | 絕世港佬               | 與鄧智堅、敖嘉年、鄧梓峰及黃建東一同主持                                                                              |

### 綜藝節目（無綫電視）
| 首播   | 節目名                                       | 備註     |
| 2019年 | 型格品味生活                                 | 飾演 Sam |
| 2022年 | 英格蘭足總盃2021/2022決賽 – 車路士 對 利物浦 | 演出     |

### 電影
| 首映   | 電影名                    | 角色             |
| 1996年 | 四個32A和一個香蕉少年     | Andy Wong        |
| 1996年 | 黃金島歷險記              | 朱事文           |
| 1996年 | 少年15/16時               |                  |
| 1997年 | 最佳拍檔之醉街拍檔        | 警察特種部隊     |
| 1997年 | 超級無敵追女仔2之狗仔雄心 | 吳安樂           |
| 2000年 | 真愛                      | Alex             |
| 2003年 | 六樓后座                  | Alex             |
| 2003年 | 龍咁威 2003               | 龍威集團發言人   |
| 2003年 | 大丈夫                    | 咖啡店客人       |
| 2004年 | 大阪撻一餐                |                  |
| 2004年 | 驚心動魄                  | 餐廳侍應         |
| 2004年 | 當碧咸遇上奧雲            |                  |
| 2006年 | 大丈夫2                   | 米高積遜（舞男） |
| 2010年 | 72家租客                  | 大排檔待應       |
| 2010年 | 翡翠明珠                  | 張公公           |
| 2011年 | 勁抽福祿壽                | 香港買樓客       |
| 2015年 | 12金鴨                    |                  |

### 電台節目
- 有待考究：新城電台 - 主持
- 她．他．它[12]：香港電台第二台 - 主持

### 網台節目
- 2024年：娛樂好好玩 - 主持（與梁思浩、江美儀、鄧兆尊、謝遜）

### 其他
- 1995年：TVB兒童節兒童大使（與黎明、鄺文珣）
- 1996年：TVB兒童節兒童大使（與鄺文珣、劉愷威）

## 廣告
| 年份   | 產品                                                                 |
| 2009年 | 惠康「惠康免費掃貨大激賞 27 - 30 / 4 / 2009」 （页面存档备份，存于） |
| 2014年 | 除敏博士 （页面存档备份，存于）                                      |

## 曾獲獎項與提名
| 年份   | 獎項                                                                              | 結果 |
| 2000年 | 2000年度萬千星輝賀台慶「本年度我最喜愛的拍檔（非戲劇組）」 — 《公益開心百萬Show》 | 獲獎 |
| 2001年 | 2001年度萬千星輝賀台慶「本年度我最喜愛的拍檔（非戲劇組）」 — 《公益開心大富翁》   | 提名 |
| 2002年 | 2002年度萬千星輝賀台慶「本年度我最喜愛的飛躍進步男藝員」                          | 提名 |
| 2002年 | 2002年度萬千星輝賀台慶「本年度我最喜愛的拍檔（非戲劇組）」 — 《別有動物天》       | 提名 |
| 2003年 | 2003年度萬千星輝賀台慶「本年度我最喜愛的拍檔（非戲劇組）」 — 《週五放輕鬆》       | 提名 |
| 2004年 | 2004年度萬千星輝賀台慶「本年度我最喜愛的飛躍進步男藝員」                          | 提名 |
| 2005年 | 2005年度萬千星輝賀台慶「最佳男配角」                                              | 提名 |
| 2005年 | 2005年度萬千星輝賀台慶「飛躍進步男藝員」                                          | 提名 |
| 2016年 | TVB 馬來西亞星光薈萃頒獎典禮2016「最喜愛TVB男配角」                               | 提名 |
| 2016年 | 萬千星輝頒獎典禮2016「最佳男配角」                                                | 提名 |
| 2016年 | 萬千星輝頒獎典禮2016「專業演員大獎」                                              | 獲獎 |
| 2017年 | 萬千星輝頒獎典禮2017「最佳男配角」                                                | 提名 |
| 2018年 | 2018香港電視大獎「男配角獎（劇集）」                                              | 提名 |
| 2018年 | 2018香港電視大獎「節目主持人獎」（页面存档备份，存于）                            | 提名 |
| 2020年 | 萬千星輝頒獎典禮2020「最佳男配角」                                                | 提名 |

## 外部連結
- 吳家樂的新浪微博
- Ng Carlo的Facebook專頁
- 吳家樂的Instagram帳戶
- 吳家樂 Carlo Ng的Facebook專頁
- 吳家樂在香港影庫上的簡介
- 吳家樂 - 中國影視資料館